# 走向民间运动
走向民间运动（直译：走向民间）是俄罗斯帝国民粹主义运动。受到俄罗斯理论家如米哈伊尔·巴枯宁和彼得·拉夫罗夫的重大影响，他们主张一群专注于革命事业的人可以激发一个大规模运动来推翻统治阶级，特别是与农民有关的问题。无政府主义者彼得·克鲁泡特金称这次经历为“1874年的疯狂夏天”。

## 书目
- Terras, Victor. . Yale University Press. 1985. ISBN 978-0-300-04868-1.
- Yarmolinsky, Avrahm. . . Princeton, New Jersey: Princeton University Press. 2014: 182–211 [1956]. ISBN 978-0691610412. OCLC 890439998.